# Der Sonne entgegen (1956)
Der Sonne entgegen (Originaltitel: Run for the Sun) ist ein US-amerikanischer Abenteuerfilm des Regisseurs Roy Boulting für die Produktionsfirma Russ-Field Corporation aus dem Jahr 1956 mit Richard Widmark, Trevor Howard, Jane Greer und Peter van Eyck in den Hauptrollen. Gedreht wurde der Film nach einem Roman von Richard Connell. Alternativtitel des Films ist Jagd auf Mike L.

## Handlung
Die Journalistin Katie Connors soll im Auftrag einer New Yorker Zeitung den Bestseller-Autor Mike Latimer nach seinem Verschwinden aufspüren und interviewen. In einem kleinen mexikanischen Dorf findet sie schließlich den Schriftsteller, der nach seinem letzten Roman-Misserfolg sein Selbstvertrauen anscheinend völlig eingebüßt hat und, nahe an der Existenz eines Trinkerdaseins, zurückgezogen von der Öffentlichkeit lebt.
Mike hat sich, nach der Trennung von seiner Frau, die ihn wegen eines anderen Mannes verließ, von Afrika nach Mexiko, ins äußere wie ins innere Exil, geflüchtet. Als Katie Michael Latimer in diesem desolaten Zustand vorfindet, beschließt sie aus Mitleid – da sie ihn um seines wirklichen Schriftstellertalents verehrt und bewundert – die Story nicht zu schreiben und wieder abzureisen. Doch Mike hat sich bereits in Katie verliebt und kann sie schließlich überreden, sie mit seinem kleinen Sportflugzeug nach Mexiko mitzunehmen, da die Straßen in die mexikanische Hauptstadt unwegsam und gefährlich sind.
Als sie am nächsten Morgen in der Luft sind, begeht Katie den Fehler ihre Handtasche, die ihren magnetischen Notizblock enthält, neben den Flugkompass zu legen. Unbemerkt kommt die Maschine vom Kurs ab und verirrt sich in der mexikanischen Wildnis. Wo weit und breit nur Bäume in Sicht sind, kann Mike in buchstäblicher letzter Sekunde die kleine Maschine, im Moment als der Treibstoff zu Ende geht, im Gleitflug auf einem holprigen Wiesenstück notlanden.
Es gelingt jedoch nur eine notdürftige Bruchlandung, die das Flugzeug beschädigt und Mike eine Kopfwunde zufügt, die ihm vorübergehend das Bewusstsein nimmt. Als Katie benommen aus der Maschine klettert, sind bereits einige Männer zu Hilfe geeilt, die den Niedergang der Maschine bemerkt haben. Ein Mann stellt sich als Mr. Browne vor und geleitet die beiden unfreiwillig gestrandeten Flugpassagiere zu seinem Domizil, eine Art Hazienda, die von Hunden scharf bewacht, darüber hinaus gut geschützt und verborgen im Landesinneren liegt. Nachdem Browne und sein Mitarbeiter Dr. Van Anders sich vorgestellt haben, werden die Gäste einquartiert.
Katie und Mike merken bald, das sie „bessere“ Gefangene sind und Mike, der einen bestimmten Verdacht gegenüber Browne hegt, den er zu kennen glaubt, stellt ihn schließlich zur Rede. Tatsächlich stellt sich heraus, dass Browne ein gesuchter Kriegsverbrecher ist, der sich vor dem Zweiten Weltkrieg als abtrünniger britischer Diplomat auf die Seite der Deutschen geschlagen und Radio-Propaganda gegen die eigenen Landsleute betrieben hat. Er hat die Schwester eines Hauptmanns der Wehrmacht geheiratet, die aber während des Krieges bei einem Luftangriff der Briten zu Tode kommt.
Dr. Van Anders, der die Briten und alle alliierten Verbündeten hasst, drängt darauf, die unliebsamen Mitwisser des lange gehüteten Geheimnisses schnell zu beseitigen. Katie und Mike gelingt schließlich in einem günstigen Moment die Flucht. Die beiden fliehen hinein in den mexikanischen Dschungel. Browne, Van Anders und der Pilot Jan sind ihnen mit einer Meute von mehreren Kampfhunden dicht auf den Fersen. Es gelingt Katie und Mike, die auf der Flucht vor dem Tod ein Paar werden, ihre Verfolger zu dezimieren und auf falsche Fährten zu locken. Sie können sich schließlich mit letzter Kraft in eine alte Missionarskirche retten, die sie von innen verbarrikadieren. Van Anders, der unter den Einheimischen Verstärkung holen will, um die Tür aufzubrechen, lässt Browne vor der Tür als Wache allein zurück, dieser wird jedoch durch eine List von Mike außer Gefecht gesetzt. Den beiden Gejagten gelingt es daraufhin, zum Reserveflugzeug zu fliehen, das sie in Gang setzen können, bevor Van Anders die neuerliche Flucht bemerkt und mit seinem Gewehr auftaucht. Er schießt auf das startende Flugzeug, trifft jedoch nicht. Eine Ladehemmung hindert ihn an einem weiteren Schuss.
Bevor er das Gewehr wieder in Anschlag bringen kann, wird er vom Propeller der auf ihn zurasenden Maschine erfasst und getötet. Mike und Katie können mit dem Flugzeug der hinter ihnen liegenden Hölle entkommen.

## Kritiken
„Nach einer Notlandung im mexikanischen Urwald fallen ein Schriftsteller und eine Reporterin in die Hände von geistesgestörten europäischen (Nazi-)Verbrechern. Spannender und gut konstruierter, wenn auch völlig unrealistischer Abenteuerfilm mit Krimi- und Horrorelementen. Ein aktualisiertes Remake von The most dangerous Game", USA 1932, Regie: Ernest B. Schoedsack, Irving Pichel. (Alternativtitel: "Jagd auf Mike L.")"“

## Produktionsnotizen
Die Szenenbilder stammen von Alfred Ybarra. Für die Kostüme zeichnete James H. Garlock verantwortlich, und die Leitung über die Maske hatte Harry Maret. Drehorte des Films lagen in Mexiko.